# Station Haasdonk
Station Haasdonk was een spoorwegstation langs spoorlijn 59 in Haasdonk, een deelgemeente van de gemeente Beveren-Kruibeke-Zwijndrecht.
Het bestond eigenlijk uit twee delen: enerzijds was er een reizigersstation Haasdonk dat aan de kruising met de Haasdonkbaan lag en op 3 juni 1984 gesloten werd. Opmerkelijk is dat het station dichter bij Beveren gelegen was dan bij Haasdonk.
Ter hoogte van de Oude Zandstraat lag er ook een goederenstation dat Haasdonk heette en op 1 januari 2007 opgeheven werd.

## Aantal instappende reizigers
De grafiek en tabel geven het gemiddeld aantal instappende reizigers weer op een week-, zater- en zondag.
| Tabel: aantal instappende reizigers station Haasdonk | Tabel: aantal instappende reizigers station Haasdonk | Tabel: aantal instappende reizigers station Haasdonk | Tabel: aantal instappende reizigers station Haasdonk |
|                                                      | Weekdag                                              | Zaterdag                                             | Zondag                                               |
| ---------------------------------------------------- | ---------------------------------------------------- | ---------------------------------------------------- | ---------------------------------------------------- |
| 1977                                                 | 63                                                   | 16                                                   | 23                                                   |
| 1978                                                 | 67                                                   | 17                                                   | 15                                                   |
| 1979                                                 | 62                                                   | 0                                                    | 0                                                    |
| 1980                                                 | 46                                                   | 0                                                    | 0                                                    |
| 1981                                                 | 84                                                   | 0                                                    | 0                                                    |
| 1982                                                 | 82                                                   | 0                                                    | 0                                                    |
| 1983                                                 | 81                                                   | 0                                                    | 0                                                    |

0,0: Antwerpen-Berchem ·
4,0: Antwerpen-Zuid ·
7,0: Antwerpen-Linkeroever ·
9,1: Zwijndrecht ·
10,1: Zwijndrecht-Fort ·
12,1: Melsele ·
14,0: Beveren ·
15,1: Haasdonk ·
18,5: Westakkers ·
19,5: Nieuwkerken-Waas ·
22,7: Sint-Niklaas ·
25,3: Sint-Niklaas-West ·
26,2: Valk ·
27,1: Belsele ·
28,7: Sinaai ·
32,0: Heiken ·
35,7: Lokeren ·
38,4: Staakte ·
41,5: Zeveneken ·
43,6: Beervelde ·
46,8: Lochristi ·
49,5: Destelbergen ·
51,2: Westveld ·
53,0: Oostakker ·
?: Gent-Waas ·
55,8: Gent-Dampoort